# Сецуко Хара
Сецуко Хара (јап. 原節子 рођена као Масае Аида; Јокохама, 17. јун 1920 — Префектура Канагава, 15. септембар 2015) била је јапанска глумица. Сматра се једним од симбола златног доба јапанског филма педестих година двадестог века. Славу је стекла улогама младих пожртвованих девојака које нежно брину о родитељима и посвећене су дому. Због оваквих улога, али и зато што се никада није удавала, добила је надимак Вечна Девица. Данас је најпознатија по улогама у шест филмова режисера Јасуџира Озуа, од којих се посебно издваја трилогија Норико (Касно пролеће, Рано лето и Токијска прича) и Токијски сумрак. Такође, наступала је у филмовима Акире Куросаве, Микиа Нарусеe и других знаменитих јапанских режисера. Након Озуове смрти 1963. изненада је престала да снима филмове, иако је била на врхунцу каријере. Повукла се у Камакуру и до своје смрти 2015. одбијала је да даје интервјуе и да се фотографише. Зато је западни медији често називају jапанском Гретом Гарбо.